# Giorgio Morbiato
Giorgio Morbiato (nascido em 30 de julho de 1948) é um ex-ciclista italiano que competiu profissionalmente durante a década de 70 do século XX. Dedicou-se principalmente ao ciclismo de pista.
Durante sua carreia como amador, ele participou de duas edições dos Jogos Olímpicos. Em 1968, na Cidade do México, conquistou uma medalha de bronze na prova de perseguição por equipes, juntamente com Luigi Roncaglia, Lorenzo Bosisio e Cipriano Chemello. Quatro ano mais tarde, em Munique, ele não teve tanta sorte, foi eliminado na mesma prova.